# Un León D-mente
Un León D-mente es el nombre del disco que grabaron en conjunto el cantautor León Gieco (n. 1951) y la banda de hard rock D-mente, en el que reversionaron canciones de Gieco en un estilo roquero.
Fue considerado como uno de los mejores 50 discos de 2009 según la revista Rolling Stone, quienes destacan la versatilidad de Gieco y el crecimiento de Giménez (el líder de la banda).
El disco surgió luego del espectáculo que dieron Gieco y D-mente en el Cosquín Rock de 2009, donde compartieron escenario.
Luego se juntaron a grabar durante dos semanas y el resultado salió a la venta el 2 de noviembre de ese año.
El primer sencillo fue «El fantasma de Canterville» que fue emitido en varias radios argentinas.
En una entrevista en la FM Rock & Pop adelantaron que habían sido convocados para presentarse como teloneros de Metallica en los shows que brindó la banda estadounidense en Argentina. Esto ocurrió el 21 y 22 de enero de 2010 en el estadio de River Plate.

## Canciones
1. «Pensar en nada»
2. «La mamá de Jimmy»
3. «La memoria»
4. «De igual a igual»
5. «Yo soy Juan»
6. «Bandidos rurales»
7. «El fantasma de Canterville»
8. «En el país de la libertad»
9. «Hombres de hierro»
10. «Ídolo de los quemados»
11. «El ángel de la bicicleta»
12. «Sólo le pido a Dios»
13. «Canto en la rama» (yaraví humahuaqueño).